# Marvin Minsky
Marvin Lee Minsky (9. srpna 1927 New York – 24. ledna 2016 Boston) byl americký vědec zabývající se umělou inteligencí. Byl spoluzakladatelem laboratoře umělé inteligence na MIT a autorem několika filozofických textů. Roku 1969 obdržel Turingovu cenu, nejprestižnější ocenění v oblasti informatiky.